# Вільям Кренч Бонд
Вільям Кренч Бонд (англ. William Cranch Bond; 9 вересня 1789, Портленд, штат Мен, США — 29 січня 1859) — американський астроном.
Вчився на годинникаря. Побудував в Дорчестері приватну обсерваторію і в 1838 році брав участь як астроном у вченій експедиції Вількса. У 1839 році на нього покладено завідування спорудою обсерваторії в Кембриджі (Гарвардська обсерваторія), в якій він став директором, а потім на посту директора обсерваторії став його син, Джордж Філліпс Бонд.
16 вересня 1848 спільно з сином Дж. Бондом відкрив восьмий супутник Сатурна — Гіперіон. Проводив різноманітні астрономічні і метеорологічні спостереження, вивчав магнітне поле Землі. Відкрив Велику комету 1811 року. Разом з сином в 1847–1851 провів перші успішні експерименти по застосуванню фотографії в астрономії, отримав 16 липня 1850 першу фотографію (дагеротип) зірки Вега.
Головна праця: «Відкриття туману на Оріоні».
На його честь названо астероїд 767 Бондія.